# Carl Oberg (Mediziner)
Carl Joseph Gustav Alexander Oberg, auch Karl Oberg (* 16. September 1853 in Osterode am Harz; † 29. Juli 1923 in Hamburg) war ein deutscher Professor der Medizin.

## Leben

### Familie
Carl Oberg war ein Sohn des evangelischen Berliner Oberappellationsgerichts-Vizepräsidenten und ehemaliges Mitglied der Frankfurter Nationalversammlung August Heinrich Oberg (1809–1872) und seiner Frau Helene Louise Charlotte Sophie (1814–1859), geb. Niemeyer.
1887 heiratete er in Hamburg Susanna Versmann (* 1863), eine Tochter des Kaufmanns Ernst Versmann und seiner Frau Julie, geb. Schmidt. Sein Sohn war der SS- und Polizei-General Karl Oberg.

### Leben
Carl Oberg wuchs in Berlin auf und schloss nach 6 Jahren 1873 sein Abitur am Königlichen Friedrich-Wilhelms-Gymnasium ab.  Anschließend studierte Medizin ab 1874 in Göttingen und ab 1875 in Tübingen und war dort Mitglied der Corps Bremensia und Suevia.
Nach der Promotion 1878 zum Dr. med. für Medicin, Chirurgie und Geburtshülfe kam er als Arzt nach Hamburg. Ab 1879 war er Assistenzarzt am Allgemeinem Krankenhaus St. Georg. Um 1900 war er bereits Arzt am Kinderhospital in Hamburg-Borgfelde. 1917 wurde er zum Professor ernannt. Später war er bis 1921 leitender Arzt des Kinderhospitals.
Er war auch Vorsitzender der Hamburger Ärztekammer und Mitglied des Medizinalkollegiums der Hansestadt.

## Werke (Auswahl)
- Ueber Aetiologie und Therapie der Uterusfibroide. Dissertation 1878.[10]